# Eden (Vermont)
Eden és una població dels Estats Units a l'estat de Vermont. Segons el cens del 2000 tenia 1.152 habitants.

## Demografia
Segons el cens del 2000, Eden tenia 1.152 habitants, 409 habitatges, i 312 famílies. La densitat de població era de 7 habitants per km².
Per edats la població es repartia de la següent manera: un 31,1% tenia menys de 18 anys, un 7,3% entre 18 i 24, un 31,9% entre 25 i 44, un 22,7% de 45 a 60 i un 6,9% 65 anys o més.
L'edat mediana era de 34 anys. Per cada 100 dones de 18 o més anys hi havia 102 homes.
La renda mediana per habitatge era de 35.417 $ i la renda mediana per família de 35.380 $. Els homes tenien una renda mediana de 27.717 $ mentre que les dones 21.705 $. La renda per capita de la població era de 13.391 $. Entorn del 10,3% de les famílies i el 10,7% de la població estaven per davall del llindar de pobresa.